# عزيز إبراهيم
عزيز إبراهيم (بالإنجليزية: Aziz Ibrahim)‏ هو عازف قيثارة بريطاني، ولد في مارس 1964 في Longsight ‏ في المملكة المتحدة.

## وصلات خارجية
- عزيز إبراهيم على موقع ميوزك برينز (الإنجليزية)
- عزيز إبراهيم على موقع أول ميوزيك (الإنجليزية)
- عزيز إبراهيم على موقع ديسكوغز (الإنجليزية)